# MTV Video Music Awards
MTV Video Music Awards (VMA) američka je glazbena nagrada koju MTV dodjeljuje od 1984. godine. Zajedno s MTV Europe Music Awards (EMA), to je najvažnija međunarodna ceremonija dodjele nagrada za MTV. Manifestacija traje oko tri sata i odvija se krajem kolovoza ili početkom rujna. Od 1984. do 1998. ceremonije dodjele nagrada održavale su se u Los Angelesu. Tada je MTV promijenio mjesto održavanja dodjele nagrada i manifestacija se održavala od 1999. do 2003. u New Yorku naizmjenično u Radio City Music Hallu i Metropolitan Operi. Dodjela nagrade 2004. i 2005. održana je u Miamiju. Nakon kritike i pada interesa, televizijska kuća odlučila je svečano dodjeljivati nagradu sa svog tradicionalnog mjesta. Svake godine dodjeljuje se nagrada za 20 kategorija a tu je i 15 nastupa uživo poznatih zvijezda.
2009. godine MTV Video Music Awards proslavile su svoju 25. godišnjicu. Događaj je otvorila Britney Spears. Trofej, koji prikazuje astronauta na Mjesecu s MTV zastavom, nosi nadimak "Moonman". Nagrade za MTV video glazbu ne treba miješati s djelomično zabavnom MTV Movie Awards.

## Pregled manifestacija
| Godina | Naziv                       | Datum              | Mjesto dodjele                                                | Voditelj                                                                      | Pobjednik Video of the Year                               |
| ------ | --------------------------- | ------------------ | ------------------------------------------------------------- | ----------------------------------------------------------------------------- | --------------------------------------------------------- |
| 1984.  | MTV Video Music Awards 1984 | 14. rujna 1984.    | Radio City Music Hall, New York City                          | Dan Aykroyd, Bette Midler                                                     | The Cars – You Might Think                                |
| 1985.  | MTV Video Music Awards 1985 | 13. rujna 1985.    | Radio City Music Hall, New York City                          | Eddie Murphy                                                                  | Don Henley – The Boys of Summer                           |
| 1986.  | MTV Video Music Awards 1986 | 5. rujna 1986.     | Universal Amphitheatre, Los Angeles & The Palladium, New York | Julie Brown, Mark Goodman, Alan Hunter, Martha Quinn, Dweezil Zappa (MTV-VJs) | Dire Straits – Money for Nothing                          |
| 1987.  | MTV Video Music Awards 1987 | 11. rujna 1987.    | Universal Amphitheatre, Los Angeles                           | Julie Brown, Karolin Heldmann, Dweezil Zappa, Kevin Seal (MTV-VJs)            | Peter Gabriel – Sledgehammer                              |
| 1988.  | MTV Video Music Awards 1988 | 7. rujna 1988.     | Universal Amphitheatre, Los Angeles                           | Arsenio Halll                                                                 | INXS – Mediate                                            |
| 1989.  | MTV Video Music Awards 1989 | 6. rujna 1989.     | Universal Amphitheatre, Los Angeles                           | Arsenio Halll                                                                 | Neil Young – This Note’s for You                          |
| 1990.  | MTV Video Music Awards 1990 | 6. rujna 1990.     | Universal Amphitheatre, Los Angeles                           | Arsenio Halll                                                                 | Sinéad O’Connor – Nothing Compares 2 U                    |
| 1991.  | MTV Video Music Awards 1991 | 5. rujna 1991.     | Universal Amphitheatre, Los Angeles                           | Arsenio Halll                                                                 | R.E.M. – Losing My Religion                               |
| 1992.  | MTV Video Music Awards 1992 | 9. rujna 1992.     | Pauley Pavilion, Los Angeles                                  | Dana Carvey                                                                   | Van Halen – Right Now                                     |
| 1993.  | MTV Video Music Awards 1993 | 2. rujna 1993.     | Universal Amphitheatre, Los Angeles                           | Christian Slater                                                              | Pearl Jam – Jeremy                                        |
| 1994.  | MTV Video Music Awards 1994 | 8. rujna 1994.     | Radio City Music Hall, New York City                          | Roseanne Barr                                                                 | Aerosmith – Cryin                                         |
| 1995.  | MTV Video Music Awards 1995 | 7. rujna 1995.     | Radio City Music Hall, New York City                          | Dennis Miller                                                                 | TLC – Waterfalls                                          |
| 1996.  | MTV Video Music Awards 1996 | 4. rujna 1996.     | Radio City Music Hall, New York City                          | Dennis Miller                                                                 | The Smashing Pumpkins – Tonight, Tonight                  |
| 1997.  | MTV Video Music Awards 1997 | 4. rujna 1997.     | Radio City Music Hall, New York City                          | Chris Rock                                                                    | Jamiroquai – Virtual Insanity                             |
| 1998.  | MTV Video Music Awards 1998 | 10. rujna 1998.    | Universal Amphitheatre, Los Angeles                           | Ben Stiller                                                                   | Madonna – Ray of Light                                    |
| 1999.  | MTV Video Music Awards 1999 | 9. rujna 1999.     | Metropolitan Opera, New York City                             | Chris Rock                                                                    | Lauryn Hill – Doo Wop (That Thing)                        |
| 2000.  | MTV Video Music Awards 2000 | 7. rujna 2000.     | Radio City Music Hall, New York                               | Marlon Wayans i Shawn Wayans                                                  | Eminem – The Real Slim Shady                              |
| 2001.  | MTV Video Music Awards 2001 | 6. rujna 2001.     | Metropolitan Opera, New York                                  | Jamie Foxx                                                                    | Christina Aguilera, Lil’ Kim, Mýa i P!nk – Lady Marmalade |
| 2002.  | MTV Video Music Awards 2002 | 29. kolovoza 2002. | Radio City Music Hall, New York                               | Jimmy Fallon                                                                  | Eminem – Without Me                                       |
| 2003.  | MTV Video Music Awards 2003 | 28. kolovoza 2003. | Radio City Music Hall, New York                               | Chris Rock                                                                    | Missy Elliott – Work It                                   |
| 2004.  | MTV Video Music Awards 2004 | 29. kolovoza 2004. | American Airlines Arena, Miami                                | nitko                                                                         | OutKast – Hey Ya!                                         |
| 2005.  | MTV Video Music Awards 2005 | 28. kolovoza 2005. | American Airlines Arena, Miami                                | Sean Combs                                                                    | Green Day – Boulevard of Broken Dreams                    |
| 2006.  | MTV Video Music Awards 2006 | 31. kolovoza 2006. | Radio City Music Hall, New York                               | Jack Black                                                                    | Panic! at the Disco – I Write Sins Not Tragedies          |
| 2007.  | MTV Video Music Awards 2007 | 9. rujna 2007.     | Palms Casino Resort, Las Vegas                                | nitko                                                                         | Rihanna (featuring Jay-Z) – Umbrella                      |
| 2008.  | MTV Video Music Awards 2008 | 7. rujna 2008.     | Paramount Pictures, Los Angeles                               | Russell Brand                                                                 | Britney Spears – Piece of Me                              |
| 2009.  | MTV Video Music Awards 2009 | 13. rujna 2009.    | Radio City Music Hall, New York                               | Russell Brand                                                                 | Beyoncé – Single Ladies (Put a Ring on It)                |
| 2010.  | MTV Video Music Awards 2010 | 12. rujna 2010.    | Microsoft Theater, Los Angeles                                | Chelsea Handler                                                               | Lady Gaga – Bad Romance                                   |
| 2011.  | MTV Video Music Awards 2011 | 28. kolovoza 2011. | Microsoft Theater, Los Angeles                                | nitko                                                                         | Katy Perry – Firework                                     |
| 2012.  | MTV Video Music Awards 2012 | 6. rujna 2012.     | Staples Center, Los Angeles                                   | Kevin Hart                                                                    | Rihanna (featuring Calvin Harris) – We Found Love         |
| 2013.  | MTV Video Music Awards 2013 | 25. kolovoza 2013. | Barclays Center, New York                                     | nitko                                                                         | Justin Timberlake – Mirrors                               |
| 2014.  | MTV Video Music Awards 2014 | 24. kolovoza 2014. | The Forum, Inglewood                                          | nitko                                                                         | Miley Cyrus – Wrecking Ball                               |
| 2015.  | MTV Video Music Awards 2015 | 30. kolovoza 2015. | Microsoft Theater, Los Angeles                                | Miley Cyrus                                                                   | Taylor Swift (featuring Kendrick Lamar) – Bad Blood       |
| 2016.  | MTV Video Music Awards 2016 | 28. kolovoza 2016. | Madison Square Garden, New York                               | nitko                                                                         | Beyoncé – Formation                                       |
| 2017.  | MTV Video Music Awards 2017 | 27. kolovoza 2017. | The Forum, Inglewood                                          | Katy Perry                                                                    | Kendrick Lamar – Humble                                   |
| 2018.  | MTV Video Music Awards 2018 | 20. kolovoza 2019. | Radio City Music Hall, New York                               | nitko                                                                         | Camila Cabello (featuring Young Thug) — Havana            |
| 2019.  | MTV Video Music Awards 2019 | 20. kolovoza 2019. | Prudential Center, New Jersey                                 | Sebastian Maniscalco                                                          |                                                           |

## Umjetnici s najviše nagrada

### Ukupno
| Umjetnik          | Broj nagrada |
| ----------------- | ------------ |
| Beyoncé           | 24           |
| Madonna           | 20           |
| Peter Gabriel     | 13           |
| Lady Gaga         | 13           |
| R.E.M.            | 12           |
| Eminem            | 12           |
| Justin Timberlake | 11           |
| Green Day         | 11           |
| Aerosmith         | 10           |

### Prema događaju
| Umjetnik              | Godina | Broj nagrada                                       | Glazbeni video                                       |
| --------------------- | ------ | -------------------------------------------------- | ---------------------------------------------------- |
| Peter Gabriel         | 1987.  | 10                                                 | Sledgehammer (9), Video Vanguard Award (za Gabriela) |
| a-ha                  | 1986.  | 8                                                  | Take On Me (6), The Sun Always Shines on T.V. (2)    |
| Lady Gaga             | 2010.  | 8                                                  | Bad Romance (7), Telephone (1)                       |
| Beyoncé               | 2016.  | 8                                                  | Formation (6), Hold Up (1), Lemonade (1)             |
| The Smashing Pumpkins | 1996.  | 7                                                  | Tonight, Tonight (6), 1979 (1)                       |
| Green Day             | 2005.  | Boulevard of Broken Dreams (6), American Idiot (1) |                                                      |

### Prema glazbenom videu
| Umjetnik              | Godina | Broj nagrada | Glazbeni video             |
| --------------------- | ------ | ------------ | -------------------------- |
| Peter Gabriel         | 1987.  | 9            | Sledgehammer               |
| Lady Gaga             | 2010.  | 7            | Bad Romance                |
| a-ha                  | 1986.  | 6            | Take On Me                 |
| R.E.M.                | 1991.  | 6            | Losing My Religion         |
| The Smashing Pumpkins | 1996.  | 6            | Tonight, Tonight           |
| Fatboy Slim           | 2001.  | 6            | Weapon of Choice           |
| Green Day             | 2005.  | 6            | Boulevard of Broken Dreams |
| Beyoncé               | 2016.  | 6            | Formation                  |
| Kendrick Lamar        | 2017.  | 6            | Humble                     |